# Campeonato Argentino de Mayores 1984
El Campeonato Argentino de Mayores de 1984 fue la cuadragésima edición del torneo de uniones regionales organizado por la Unión Argentina de Rugby. Se llevó a cabo entre el 15 y 30 de septiembre de 1984. La Unión Entrerriana de Rugby fue designada por primera vez como sede de las fases finales del torneo, con los encuentros disputándose en las instalaciones del Club Atlético Estudiantes de Paraná.
Buenos Aires derrotó en la final a la Unión Entrerriana de Rugby por 74-7 (la mayor cantidad de puntos marcados en una final en la historia del torneo). Buenos Aires consiguió así su vigésimo-segundo título y el décimo-noveno de forma consecutiva, una cantidad récord que se mantendría en pie hasta la última edición del torneo en 2017.

## Equipos participantes
Participaron de esta edición diecisiete equipos: dieciséis uniones provinciales y la Unión Argentina de Rugby, representada por el seleccionado de Buenos Aires. 
| Equipo              | Unión                                                |
| ------------------- | ---------------------------------------------------- |
| Alto Valle          | Unión de Rugby del Alto Valle de Río Negro y Neuquén |
| Buenos Aires        | Unión Argentina de Rugby                             |
| Chubut              | Unión de Rugby del Valle del Chubut                  |
| Córdoba             | Unión Cordobesa de Rugby                             |
| Cuyo                | Unión de Rugby de Cuyo                               |
| Entre Ríos          | Unión Entrerriana de Rugby                           |
| Jujuy               | Unión Jujeña de Rugby                                |
| Mar del Plata       | Unión de Rugby de Mar del Plata                      |
| Misiones            | Unión de Rugby de Misiones                           |
| Nordeste            | Unión de Rugby del Nordeste                          |
| Rosario             | Unión de Rugby de Rosario                            |
| Salta               | Unión de Rugby de Salta                              |
| San Juan            | Unión Sanjuanina de Rugby                            |
| Santa Fe            | Unión Santafesina de Rugby                           |
| Santiago del Estero | Unión Santiagueña de Rugby                           |
| Sur                 | Unión de Rugby del Sur                               |
| Tucumán             | Unión de Rugby de Tucumán                            |

La Unión de Rugby Austral fue sancionada e impedida de participar del torneo en consecuencia de no presentarse a disputar sus encuentros correspondientes a la Zona 4 del Campeonato Argentino de Mayores de 1983.

## Primera fase

### Zona 1
La Unión de Rugby de Rosario actuó como sede de la Zona 1.
|  | Semifinales      | Semifinales      | Semifinales      |              |         | Final            | Final            | Final            |  |
|  | 15 de septiembre | 15 de septiembre | 15 de septiembre |              |         | 16 de septiembre | 16 de septiembre | 16 de septiembre |  |
|  |                  |                  |                  |              |         |                  |                  |                  |  |
|  |                  |                  |                  |              |         |                  |                  |                  |  |
|  | Rosario          | Rosario          | 28               |              |         |                  |                  |                  |  |
|  | Rosario          | Rosario          | 28               |              |         |                  |                  |                  |  |
|  | Santa Fe         | Santa Fe         | 18               |              |         |                  |                  |                  |  |
|  | Santa Fe         | Santa Fe         | 18               |              | Rosario | Rosario          | 12               |                  |  |
|  |                  |                  |                  |              | Rosario | Rosario          | 12               |                  |  |
|  |                  |                  | Buenos Aires     | Buenos Aires | 28      |                  |                  |                  |  |
|  | Buenos Aires     | Buenos Aires     | Buenos Aires     | Buenos Aires | 28      | 92               |                  |                  |  |
|  | Buenos Aires     | Buenos Aires     |                  |              |         | 92               |                  |                  |  |
|  | Noredste         | Noredste         | 3                |              |         |                  |                  |                  |  |
|  | Noredste         | Noredste         | 3                |              |         |                  |                  |                  |  |
|  |                  |                  |                  |              |         |                  |                  |                  |  |

### Zona 2
La Unión de Rugby del Valle del Chubut actuó como sede de la Zona 2.
|  | Semifinales      | Semifinales      | Semifinales      |      |        | Final            | Final            | Final            |  |
|  | 15 de septiembre | 15 de septiembre | 15 de septiembre |      |        | 16 de septiembre | 16 de septiembre | 16 de septiembre |  |
|  |                  |                  |                  |      |        |                  |                  |                  |  |
|  |                  |                  |                  |      |        |                  |                  |                  |  |
|  | Chubut           | Chubut           | 28               |      |        |                  |                  |                  |  |
|  | Chubut           | Chubut           | 28               |      |        |                  |                  |                  |  |
|  | Alto Valle       | Alto Valle       | 20               |      |        |                  |                  |                  |  |
|  | Alto Valle       | Alto Valle       | 20               |      | Chubut | Chubut           | 3                |                  |  |
|  |                  |                  |                  |      | Chubut | Chubut           | 3                |                  |  |
|  |                  |                  | Cuyo             | Cuyo | 52     |                  |                  |                  |  |
|  | Cuyo             | Cuyo             | Cuyo             | Cuyo | 52     | 18               |                  |                  |  |
|  | Cuyo             | Cuyo             |                  |      |        | 18               |                  |                  |  |
|  | Sur              | Sur              | 13               |      |        |                  |                  |                  |  |
|  | Sur              | Sur              | 13               |      |        |                  |                  |                  |  |
|  |                  |                  |                  |      |        |                  |                  |                  |  |

### Zona 3
La Unión de Rugby de Salta actuó como sede de la Zona 3.
|  | Semifinales      | Semifinales      | Semifinales      |         |       | Final            | Final            | Final            |  |
|  | 22 de septiembre | 22 de septiembre | 22 de septiembre |         |       | 23 de septiembre | 23 de septiembre | 23 de septiembre |  |
|  |                  |                  |                  |         |       |                  |                  |                  |  |
|  |                  |                  |                  |         |       |                  |                  |                  |  |
|  | Salta            | Salta            | 62               |         |       |                  |                  |                  |  |
|  | Salta            | Salta            | 62               |         |       |                  |                  |                  |  |
|  | Jujuy            | Jujuy            | 0                |         |       |                  |                  |                  |  |
|  | Jujuy            | Jujuy            | 0                |         | Salta | Salta            | 25               |                  |  |
|  |                  |                  |                  |         | Salta | Salta            | 25               |                  |  |
|  |                  |                  | Tucumán          | Tucumán | 30    |                  |                  |                  |  |
|  | Tucumán          | Tucumán          | Tucumán          | Tucumán | 30    | 64               |                  |                  |  |
|  | Tucumán          | Tucumán          |                  |         |       | 64               |                  |                  |  |
|  | Sgo. del Estero  | Sgo. del Estero  | 13               |         |       |                  |                  |                  |  |
|  | Sgo. del Estero  | Sgo. del Estero  | 13               |         |       |                  |                  |                  |  |
|  |                  |                  |                  |         |       |                  |                  |                  |  |

### Zona 4
La Unión de Rugby de Misiones actuó como sede de la Zona 4.
|  | Semifinales      | Semifinales      | Semifinales      |               |          | Final            | Final            | Final            |  |
|  | 15 de septiembre | 15 de septiembre | 15 de septiembre |               |          | 16 de septiembre | 16 de septiembre | 16 de septiembre |  |
|  |                  |                  |                  |               |          |                  |                  |                  |  |
|  |                  |                  |                  |               |          |                  |                  |                  |  |
|  | Misiones         | Misiones         | 7                |               |          |                  |                  |                  |  |
|  | Misiones         | Misiones         | 7                |               |          |                  |                  |                  |  |
|  | San Juan         | San Juan         | 27               |               |          |                  |                  |                  |  |
|  | San Juan         | San Juan         | 27               |               | San Juan | San Juan         | 10               |                  |  |
|  |                  |                  |                  |               | San Juan | San Juan         | 10               |                  |  |
|  |                  |                  | Mar del Plata    | Mar del Plata | 13       |                  |                  |                  |  |
|  | Mar del Plata    | Mar del Plata    | Mar del Plata    | Mar del Plata | 13       | 16               |                  |                  |  |
|  | Mar del Plata    | Mar del Plata    |                  |               |          | 16               |                  |                  |  |
|  | Córdoba          | Córdoba          | 12               |               |          |                  |                  |                  |  |
|  | Córdoba          | Córdoba          | 12               |               |          |                  |                  |                  |  |
|  |                  |                  |                  |               |          |                  |                  |                  |  |

## Eliminatoria interzonal
El encuentro interzonal clasificatorio para las semifinales del torneo enfrentó a los ganadores las zonas 1 y 2, la Buenos Aires y Unión de Rugby de Cuyo.
| 22 de septiembre | Cuyo | 9 - 51  | Buenos Aires | Mendoza, |  |
|                  |      | Reporte |              |          |  |

## Fase final
La Unión Entrerriana de Rugby clasificó directamente a semifinales por ser sede de las fases finales.
|  | Semifinales      | Semifinales      | Semifinales      |            |              | Final            | Final            | Final            |  |
|  | 29 de septiembre | 29 de septiembre | 29 de septiembre |            |              | 30 de septiembre | 30 de septiembre | 30 de septiembre |  |
|  |                  |                  |                  |            |              |                  |                  |                  |  |
|  |                  |                  |                  |            |              |                  |                  |                  |  |
|  | Buenos Aires     | Buenos Aires     | 21               |            |              |                  |                  |                  |  |
|  | Buenos Aires     | Buenos Aires     | 21               |            |              |                  |                  |                  |  |
|  | Tucumán          | Tucumán          | 13               |            |              |                  |                  |                  |  |
|  | Tucumán          | Tucumán          | 13               |            | Buenos Aires | Buenos Aires     | 74               |                  |  |
|  |                  |                  |                  |            | Buenos Aires | Buenos Aires     | 74               |                  |  |
|  |                  |                  | Entre Ríos       | Entre Ríos | 7            |                  |                  |                  |  |
|  | Mar del Plata    | Mar del Plata    | Entre Ríos       | Entre Ríos | 7            | 19               |                  |                  |  |
|  | Mar del Plata    | Mar del Plata    |                  |            |              | 19               |                  |                  |  |
|  | Entre Ríos       | Entre Ríos       | 22               |            |              | Tercer lugar     | Tercer lugar     | Tercer lugar     |  |
|  | Entre Ríos       | Entre Ríos       | 22               |            |              | Tercer lugar     | Tercer lugar     | Tercer lugar     |  |
|  |                  |                  |                  |            |              |                  |                  |                  |  |
|  |                  |                  |                  |            |              | Tucumán          | Tucumán          | 21               |  |
|  |                  |                  |                  |            |              | Tucumán          | Tucumán          | 21               |  |
|  |                  |                  |                  |            |              | Mar del Plata    | Mar del Plata    | 20               |  |
|  |                  |                  |                  |            |              | Mar del Plata    | Mar del Plata    | 20               |  |
|  |                  |                  |                  |            |              |                  |                  |                  |  |

### Semifinales
| 29 de septiembre | Buenos Aires | 21 - 13 | Tucumán | Estudiantes de Paraná, Paraná                       |                                                     |
|                  |              | Reporte |         | Árbitro(s): Alberto Freire (Unión de Rugby de Cuyo) | Árbitro(s): Alberto Freire (Unión de Rugby de Cuyo) |

| 29 de septiembre | Mar del Plata | 19 - 22 | Entre Ríos | Estudiantes de Paraná, Paraná           |                                         |
|                  |               | Reporte |            | Árbitro(s): José María Cabanas (U.A.R.) | Árbitro(s): José María Cabanas (U.A.R.) |

### Tercer puesto
| 30 de septiembre | Tucumán | 21 - 20 | Mar del Plata | Estudiantes de Paraná, Paraná           |                                         |
|                  |         | Reporte |               | Árbitro(s): José María Cabanas (U.A.R.) | Árbitro(s): José María Cabanas (U.A.R.) |

### Final
| 30 de septiembre | Buenos Aires | 74 - 7  | Entre Ríos | Estudiantes de Paraná, Paraná                       |                                                     |
|                  |              | Reporte |            | Árbitro(s): Alberto Freire (Unión de Rugby de Cuyo) | Árbitro(s): Alberto Freire (Unión de Rugby de Cuyo) |

|                         |
| Buenos Aires Campeón    |
| Vigésimo-segundo título |